# Pálos Frigyes
Pálos Frigyes (Kispest, 1924. január 23. – Vác, 2019. március 12.) katolikus pap, prépost, művészettörténész, a váci Egyházmegyei Gyűjtemény igazgatója. 
1947-ben szentelték pappá Vácon. Jelmondata „Zelus domus tue comedit me”  „A házadért való buzgóság emészt engem.” (Zsolt 68,10.) Első állomáshelye Pestújhely. 1949-ben a pártállam évtizedekre felfüggesztette  hitoktatási engedélyét. Későbbi állomáshelyei: Kecskeméti Főplébánia, Hatvan-Belváros, Vác, Cegléd, Tereske. 1972-ben művészettörténeti diplomát szerzett. Tevékenyen vett részt egyházmegyéjében Tereske és Hévízgyörk Árpád-kori templomainak helyreállításában, valamint Csörögön, (Sződ mellett) új templom építésében. 1979-ben préposti kinevezést kapott. 1994-től a váci Székesegyházi Kincstár és Egyházmegyei Gyűjtemény igazgatója.

## Könyvei
- A tereskei templom; Osváth Gedeon Emlékére Létrehozott Múzeumi Alapítvány, Aszód, 2000 (Múzeumi füzetek. Petőfi Múzeum, Aszód)
- A tereskei templom; 2. kiad.; Váci Székesegyházi Kincstár és Egyházmegyei Gyűjtemény, Vác, 2010 (Vácegyházmegye múltjából)
- A 120 éve született Mindszenty József bíboros, hercegprímás és a Váci Egyházmegye kapcsolata. Mindszenty József tanítása és példája a Hit éve tükrében; összeáll. Pálos Frigyes; Váci Székesegyházi Kincstár és Egyházmegyei Gyűjtemény, Vác, 2013 (Vácegyházmegye múltjából)

## Elismerései
- 1985 „Magyar Műemlékvédelemért”
- 1995 „Pro Dioecesi Vacensi”  „Váci egyházmegyéért” emlékérem
- 1996 Vác díszpolgára
- 1998 A Magyar Köztársasági Érdemrend tisztikeresztje
- 2008 Forster Gyula emlékérem
- 2011 Hatvan díszpolgára
- 2012 Tereske díszpolgársága